# Cryptandra leucopogon
Cryptandra leucopogon är en brakvedsväxtart som beskrevs av Meissn. och Reiss.. Cryptandra leucopogon ingår i släktet Cryptandra och familjen brakvedsväxter. Inga underarter finns listade i Catalogue of Life.